# Суловце
Суловце (словац. Súlovce) — село, громада округу Топольчани, Нітранський край. Кадастрова площа громади — 12.64 км².
Населення 515 осіб (станом на 31 грудня 2019 року).

## Історія
Суловце згадується 1244 року.

## Населення
| Рік:            | 1994. | 2004.   | 2014.   | 2024.    |
| --------------- | ----- | ------- | ------- | -------- |
| Кількість осіб: | 502   | 502     | 479     | 541      |
| Різниця:        |       | +1,42 % | -4,58 % | +12,94 % |

| Рік:            | 2023. | 2024.   |
| --------------- | ----- | ------- |
| Кількість осіб: | 537   | 541     |
| Різниця:        |       | +0,74 % |